# مارکز هیوستون
مارکز هیوستون (انگلیسی: Marques Houston؛ زادهٔ ۴ اوت ۱۹۸۱) یک موسیقی‌دان اهل ایالات متحده آمریکا است.
از فیلم‌های معروف او می‌توان به بازی در فیلم شهر بوگی و برگر خوب اشاره کرد.